# Kunashir
Kunashir (en japonés: 国後島, romanizado: Kunashiri-tō, y en ruso: Кунаши́р) es una isla controlada por Rusia en el archipiélago de las Kuriles. Tiene una superficie de 1490 km². Pertenece al grupo de las Kuriles meridionales. Japón mantiene con Rusia una disputa por esta isla, ya que la reclama desde antaño.

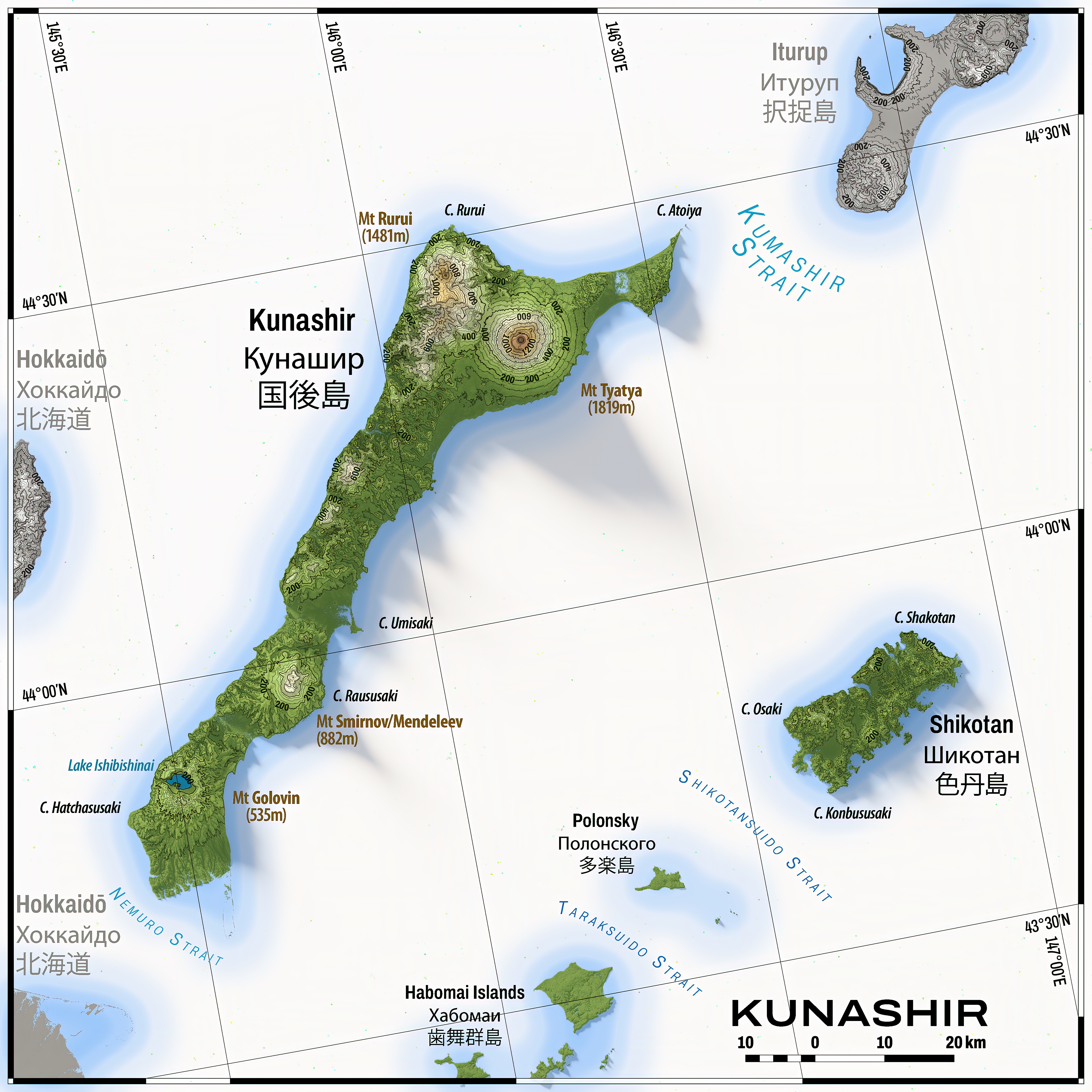
Mapa de la Isla Kunashir

La isla forma parte del raión de Yuzhno-Kurilsk, cuyo centro administrativo es el asentamiento de tipo urbano Yuzhno-Kurilsk, del óblast de Sajalín.

## Historia

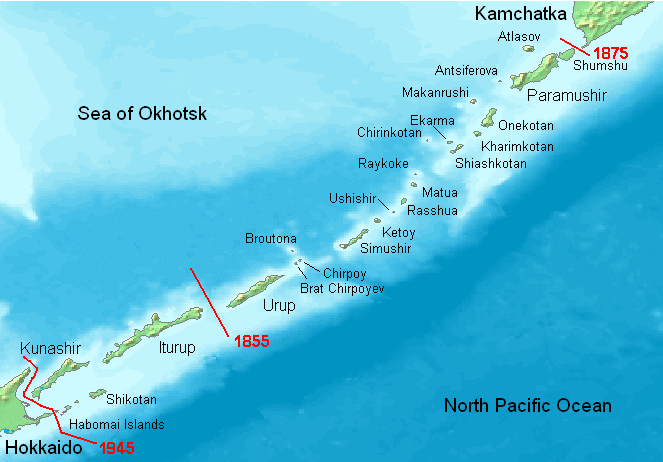
Cambio de fronteras a lo largo del tiempo en la región.

La isla de Kunashir, al igual que el resto de islas del archipiélago de las Kuriles, estaba habitada por una rama autóctona de los ainu. En el siglo XVII, el clan Matsumae, la autoridad más influyente de le Hokkaido, agregó las islas conocidas como Territorios del Norte, entre la que se encontraba Kunashir, a un protectorado ainu bajo su poder.
En 1769, el teniente ruso Iván Chiorni, encargado de los primeros asentamientos rusos en la zona compuestos por exiliados y voluntarios, informó de la presencia de un puesto comercial y de un fuerte con una guarnición permanente japonesa en la zona de la actual Yuzhno-Kurilsk.
En 1789, la isla de Kunashir fue uno de los escenarios de la batalla de Menashi-Kunashir, en la que los ainu se rebelaron contra los comerciantes japoneses y los colonos.
El navegante ruso Vasili Golovnín realizó un mapa de la isla y la exploró en 1811, siendo atraído a tierra y hecho prisionero por el subclan Ambu, acusado de violar la Sakoku (una política japonesa que prohíbe a los extranjeros entrar en Japón). Fue mantenido en cautiverio durante dos años por los japoneses en la isla de Hokkaido, bajo la autoridad de los Matsumae.
En 1855 Japón y Rusia firmarían su primer tratado bilateral, el Tratado de Shimoda, en el que se reconocería la soberanía japonesa de la isla de Kunashir, así como se mencionaron sus tres mayores poblaciones: Furukamappu (en japonés: 古釜布), Okinokotan e Isoyanbetsu, esta última de 50 casas de tamaño.
El 1 de septiembre de 1945, o un día antes de la entrega de los documentos de rendición de Japón en la Segunda Guerra Mundial y después de la declaración de guerra a Japón el 9 de agosto de 1945, viéndose amparada por las decisiones de la Conferencia de Yalta en la que los aliados se comprometieron a reconocer los territorios imperiales japoneses conquistados por la URSS como territorio soviético, la Unión Soviética anexa el archipiélago de las islas Kuriles, incluidos los territorios en disputa, conocidos en Japón como Territorios del Norte, que el gobierno japonés afirma que no son parte de las Islas Kuriles por razones históricas, ya que era territorio japonés previo a la expansión imperialista, con lo que se inició una disputa que se mantiene hasta la actualidad.
En el verano de 1947, el gobierno soviético expulsó a la población japonesa de la isla que tuvo que ser repatriada en Hokkaido. A partir de entonces, Kunashir fue repoblada con inmigrantes y trabajadores temporales de diversos sitios de la Unión Soviética con vistas a trabajar en la pesca entre la isla de Kunashir y Shikotan.
En la crisis económica rusa de la década de 1990, las islas de los Territorios del Norte estuvieron muy desatendidas y apenas recibieron presupuesto y atención por parte del gobierno de la nueva Federación de Rusia. Tras la estabilización de 2001, Yuzhno-Kurilsk fue una de las poblaciones que recibió mayores inversiones federales para su desarrollo que incluyeron la creación de un aeropuerto local en 2006.
El 1 de noviembre de 2010 el presidente de Rusia Dmitri Medvédev visitó Kunashir, convirtiéndose en el primer dirigente ruso que viajó a las islas Kuriles.

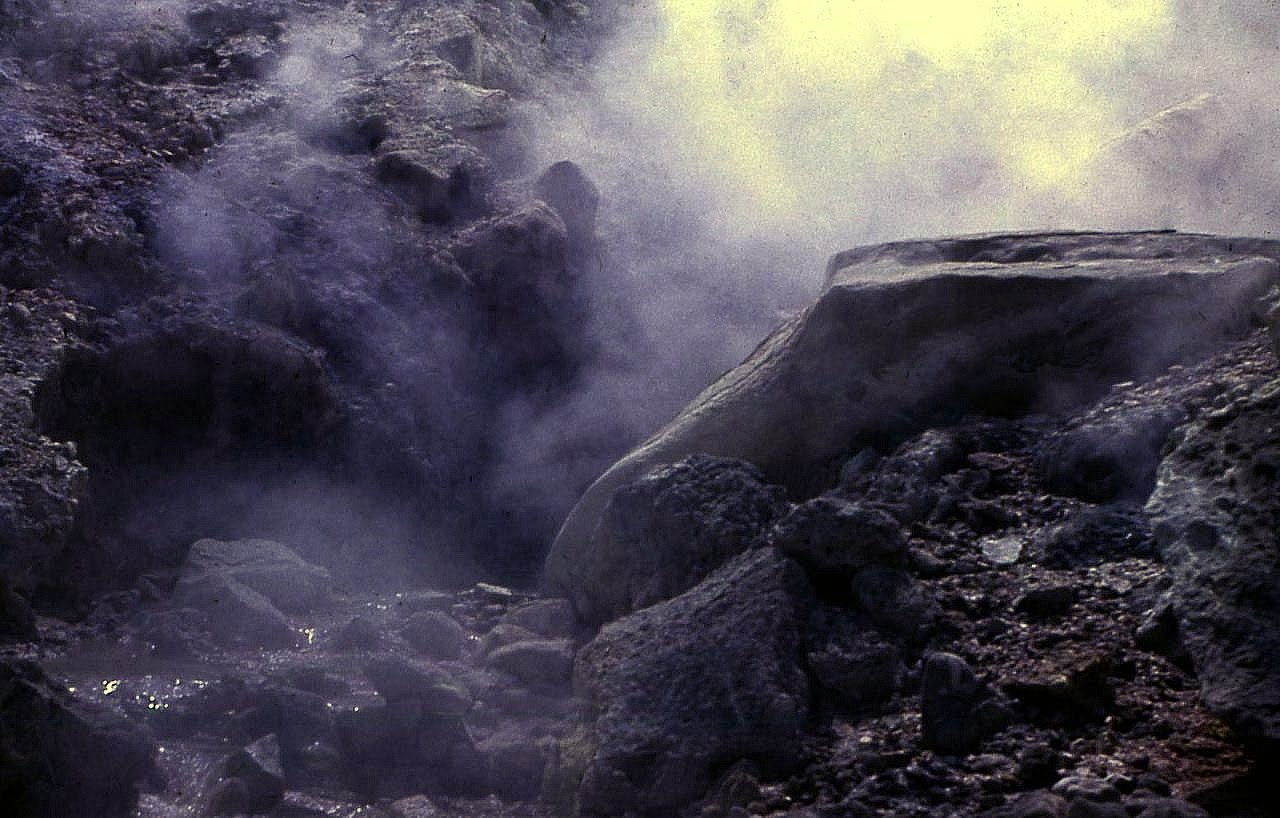
Volcán Mendeleyeva.

## Geografía
La isla de Kunashir se encuentra entre las coordenadas geográficas siguientes:
- Latitud: 43°40' y 44°30' N,
- longitud: 145°25' y 146°33' E,
- máxima altitud: 1822 m s. n. m.

Al noreste se encuentra la isla Iturup, separada por el estrecho de Ekaterina, al sureste las islas Jabomai y Shikotan, separadas por el estrecho de las Kuriles Meridionales, y al oeste la isla japonesa de Hokkaidō, por el estrecho de Kunashir.

## Geología
Kunashir, la isla más meridional del Arco de las Kuriles, tiene 123 km de largo (de NE a SO), de 7 a 30 km de ancho y una superficie de 1490 km². La isla comprende varios accidentes volcánicos, entre ellos algunos activos como Tyatya (1819 m), Ruruy (1485 m), Mendeleev (886 m) y Golovnin (541 m). El terreno del Kunashir era accidentado y montañoso, con una geomorfología joven, laderas escarpadas y numerosas cascadas. La asimetría del relieve es notable, ya que la orilla occidental (Okhotsk) es escarpada y elevada, en contraste con la oriental (Pacífico), que tiene una topografía más llana y plana.
En contraste con el Arco de Japón, la cronología absoluta de la evolución del sistema primario del Arco de las Kuriles ha recibido comparativamente poca atención, sobre todo en lo que respecta a las técnicas geocronológicas modernas. Un estudio reciente (de Grave, 2015) pretendía colmar esta laguna presentando las edades U/Pb iniciales del circón del basamento volcánico y las edades termocronológicas para las rocas de la isla Kunashir, estableciendo así un marco temporal definitivo para su emplazamiento y posterior exhumación.
Las rocas volcánicas de las islas Kuriles presentaban en general una clasificación estructural en dos niveles: (1) un nivel inferior formado principalmente por rocas neógenas moderadamente deformadas, y (2) un nivel superior que comprendía rocas volcánicas del Pleistoceno a recientes. Estas rocas exhibían una amplia gama de composiciones, desde basalto hasta riolita, con predominio de andesitas (basálticas) (Martynov et al.).
La geología de la isla Kunashir podría dilucidarse desde esta perspectiva delineando dos niveles estructurales. El nivel inferior, denominado Complejo Inferior, se caracterizaba por tobas de color amarillento a gris amarillento, areniscas tobáceas y brechas, principalmente de composición félsica a media. Numerosos stocks subvolcánicos y tapones de andesita, dacita y riolita intruyeron estas formaciones, con rocas intrusivas más profundas de composición y textura de pórfido granodiorítico (Vergunov; Vergunov y Vlasov; Sergeev; Piskunov y Rybin). El nivel superior, denominado Complejo Superior, se caracterizaba por flujos basálticos y andesíticos basálticos, pequeños cuerpos intrusivos subvolcánicos y estratovolcanes andesíticos modernos.
Estudios anteriores (Davydov et al; Vitukhin et al.) sugerían una edad comprendida entre el Mioceno tardío y el Plioceno para el Complejo Inferior y, en consecuencia, las rocas más antiguas estaban ausentes o no se identificaban claramente en la isla. El Complejo Inferior se ha subdividido a su vez en las formaciones Rybakov y Kamuy (por ejemplo, Zhelubovsky y Pryaluhina; Bevz), aunque Martynov et al. utilizó una clasificación y una terminología diferentes (véase más abajo). La Formación Rybakov, situada en los bloques más elevados y profundamente exhumados, especialmente en la parte norte de la isla, era principalmente un complejo volcánico andesítico. Esta formación se correlaciona con lo que Martynov et al. denominada Formación Greentuff del Mioceno. La Formación Kamuy, que constituye la columna vertebral de la isla, estaba formada principalmente por depósitos volcánico-sedimentarios tipo flysch ricos en pómez félsica de composición (rio)dacítica, con un espesor superior a los 1100 m (Martynov et al.).
El Complejo Superior, representado por la Formación Fregat, se superpone a las Formaciones Rybakov y Kamuy (Complejo Inferior). Una clara discordancia estructural y erosiva separaba estos complejos. La Formación Fregat comprendía flujos de lava andesítica subaérea (basáltica) intercalados con tobas, hialoclastitas y brechas basálticas (Syvorotkin y Rusinova). Esto sugiere que las rocas volcánicas del Fregat son predominantemente de origen subaéreo, depositadas ocasionalmente a poca profundidad por debajo del nivel del mar. Los depósitos volcánicos del Fregat formaron una meseta volcánica distintiva, formada cerca del nivel del mar y afectada por movimientos tectónicos posteriores, que dieron lugar a la topografía montañosa fragmentada en forma de mesa de Kunashir (Syvorotkin y Rusinova, 1989). La edad de la Formación Fregat se determinó entre finales del Plioceno y principios del Pleistoceno basándose en las diatomeas (Neodenticula kamtschatica - N. Koizumii) y la palinología (Dunichev, 1969), de acuerdo con los datos K-Ar de los basaltos del Fregat.
En Kunashir, la formación Rybakov del Mioceno tardío-Plioceno temprano se formó exclusivamente en condiciones subacuáticas. Las rocas volcánicas de la Formación Kamuy del Plioceno medio, asignadas a condiciones subaéreas en las partes septentrional y central de la isla de Kunashir, indican un entorno subacuático en la parte meridional. El levantamiento intensivo, que comenzó en la segunda mitad del Plioceno, provocó importantes movimientos tectónicos entre la acumulación de las formaciones Kamuy y Fregat a finales del Plioceno. Esto dio lugar a una pronunciada discordancia entre ambas, con la meseta de lava de Fregat experimentando un movimiento vertical diferencial. La parte norte de Kunashir mostró un levantamiento sustancial de más de 1 km, en contraste con el cambio de elevación más modesto de 200-300 m en la región sur (Syvorotkin y Rusinova, cit opt.). Sergeev informó de un acontecimiento de deformación de mediados a finales del Mioceno en Kunashir, asociado con el plegamiento del "basamento" de Kunashir y el emplazamiento de intrusiones miocenas, acompañado de al menos 1,5 km de elevación y denudación.
Cuatro estratovolcanes modernos y activos (del Pleistoceno al Holoceno) han modelado el paisaje moderno de la isla de Kunashir. Estos volcanes, caracterizados por una alternancia típica de coladas de lava y depósitos de toba, presentaban composiciones principalmente basálticas-andesíticas a andesíticas, con cantidades menores de magmas más diferenciados de afinidad dacítica. Esta actividad magmática moderna estuvo estrechamente vinculada a la subducción de la placa del Pacífico bajo la placa de Okhotsk (Martynov et al., 2010a). Entre ellos, el volcán Tyatya destaca como uno de los más activos y mejor estudiados del Arco de las Kuriles (Nakagawa et al.).
Tanto el Complejo Inferior como el Superior se caracterizaron por numerosas intrusiones subvolcánicas, y el Complejo Inferior también contenía intrusiones más profundas. En la Formación Rybakov estas intrusiones se manifestaron como stocks, diques y sills de composición basáltica, andesítica y dacítica. La Formación Kamuy contenía principalmente stocks, diques y sills de dacita. Las rocas ígneas más profundas sin análogos volcánicos estaban representadas por dos complejos intrusivos distintos: (1) el Complejo Prasolov, que incluía gabro, diorita, diorita cuarzosa, granodiorita y tonalita o plagiogranito, y (2) el Complejo Dokuchaev, que incluía tres pequeños cuerpos de granodiorita porfídica de grano fino y tonalita (Vergunov y Vlasov, cit. op. cit.; Kovtunovich et al).
El complejo de plagiogranito (tonalita) - diorita de Prasolov estaba formado por tres plutones distintos: los macizos de Prasolov, Mechnikov y Lobanov (Vergunov y Vlasov, 1964; Sergeev, 1976, cit. op.). El macizo de Prasolov, el mayor con una superficie de 18 km², situado en el NE de Kunashir, actuó como stock. Los contactos intrusivos con las rocas de la Formación Rybakov fueron principalmente tectónicos, con raros contactos intrusivos que mostraban aureolas de contacto caracterizadas por hornfels de cuarzo-biotita. Se dedujo que el Complejo Prasolov tenía una edad relativamente comprendida entre el Mioceno tardío y el Plioceno basándose en los contactos intrusivos, la presencia de cantos rodados de granitoides del Complejo Prasolov en los sedimentos de la Formación Kamuy, y edades K-Ar que oscilaban entre 61 ± 12 y unos 10 Ma (las edades más comunes se encontraron entre 11e10 Ma) (Rybin, 1994).
El Complejo Granitoide Dokuchaev, más joven que el Complejo Prasolov, comprendía tres pequeños stocks que atravesaban la Formación Kamuy. Se observaron contactos intrusivos y había xenolitos de Kamuy (Vergunov y Vlasov, cit. opt.). El Complejo Dokuchaev, formado por pórfido de tonalita, pórfido de granodiorita y pórfido de diorita, es una amalgama de los macizos Dokuchaev, Valentina y Orlov. El macizo Valentina, un stock de tonalita-porfirio a lo largo de la costa de Okhotsk en la parte norte de Kunashir, presentaba contactos tectónicos más que intrusivos. Se ha propuesto una edad pliocena para Dokuchaev sobre la base de datos geológicos y de K-Ar, y se ha informado de que las rocas del complejo de Dokuchaev tienen edades de K-Ar de 6,5e4,2 Ma, lo que corresponde a una edad de finales del Mioceno a principios del Plioceno (Rybin).

## Transporte
La isla de Kunashir cuenta con un aeropuerto civil y un aeródromo militar. En el aeropuerto civil, la aerolínea Aurora opera vuelos hacia Sajalin, especialmente en los meses de verano.
Adicionalmente, la isla cuenta con un transbordador que conecta la capital, Yuzhno-Kurilsk, con la ciudad portuaria de Korsakov, en Sajalín.